# Uki
Uki (宇城市 -shi) é uma cidade japonesa localizada na província de Kumamoto.
Em 15 de Janeiro de 2005 a cidade tinha uma população estimada em 64 365 habitantes e uma densidade populacional de 341 h/km². Tem uma área total de 188,55 km².
Recebeu o estatuto de cidade a 15 de Janeiro de 2005. A cidade foi formada a partir da união das vilas de Misumi e Shiranuhi do distrito de Uto e das vilas de Matsubase, Ogawa e Toyono do distrito de Shimomashiki.